# Aristolochia cymbifera
Aristolochia cymbifera är en piprankeväxtart som beskrevs av Mart. & Zucc.. Aristolochia cymbifera ingår i släktet piprankor, och familjen piprankeväxter. Inga underarter finns listade i Catalogue of Life.